# 가코가와역
가코가와역(일본어: 加古川駅, かこがわえき 카코가와에키[*])은 일본 효고현 가코가와시에 위치한 서일본 여객철도의 역이다.
쇼와 당시에는 산인이나 규슈로 향하는 급행 열차가 다수 정차했지만 급행 열차 폐지 후에는 이 역에 정차하는 열차는 사라지게 되었다. 현재 정차하는 특급 열차로는 '카니카니 하마카제 호', '하마카제 호'의 일부가 있다.
산요 본선 쓰치야마 ~ 소네 간 각역 및 다니가와 역을 제외한 가코가와 선의 모든 역을 관할하고 있다.

## 역 구조
섬식 승강장으로 3면 6선의 고가역이다. 1번 승강장에서 4번 승강장을 JR 고베 선이, 나머지 5·6번 승강장을 가코가와 선이 사용하고 있다. 1번 승강장이 하행 본선, 2번 승강장이 하행 대피선, 3번 승강장이 상행 본선, 4번 승강장이 상행 대피선이다.
| 1    | ■ JR 고베 선  | 하행선        | 히메지・아이오이 방면                                 |
| 2    | ■ JR 고베 선  | 하행선        | 히메지・아이오이 방면 (대피 열차)                     |
| 2    | ■ JR 고베 선  | 상행선        | 산노미야・오사카 방면 (가코가와 역에서 회차하는 열차) |
| 3    | ■ JR 고베 선  | 상행선        | 산노미야・오사카 방면                                 |
| 4    | ■ JR 고베 선  | 상행선        | 산노미야・오사카 방면 (대피 열차)                     |
| 5・6 | ■ 가코가와 선 | ■ 가코가와 선 | 아오・니시와키 시 방면                                |

## 연표
- 1888년 12월 23일: 산요 철도 아카시역 ~ 히메지역 간의 개통과 동시에 개업.
- 1906년 12월 1일: 산요 철도의 국유화에 따라 일본국유철도 소속이 되었다.
- 1909년 10월 12일: 노선 명칭 제정으로 산요 본선의 소속이 되었다.
- 1913년 4월 1일: 반슈 철도의 가코가와마치 역이 개업하여 반슈 철도선 (후의 가코가와 선) 가코가와마치 ~ 구니카네 간이 개업하였다.
- 1915년 5월 14일: 가코가와 선의 역을 통합하여 가코가와 역이 일본국유철도와 반슈 철도의 공용 역이 되었다.
- 1923년 12월 21일: 반슈 철도가 반탄 철도에 역을 양도하였다.
- 1943년 6월 1일: 반탄 철도가 국유화되어 국유 철도의 단독 역이 되었다. 반탄 철도 선 중 다니가와 방면은 가코가와 선, 다카사고 방면은 다카사고 선 (폐선)이 되었다.
- 1984년 2월 1일: 화물 취급 중단.
- 1984년 12월 1일: 다카사고 선 폐지.
- 1987년 4월 1일: 민영화에 따라 서일본 여객철도의 소속이 된다.
- 2003년 11월 1일: 이코카의 사용이 개시되었다.

## 인접정차역
| 서일본 여객철도 산요 본선    | 서일본 여객철도 산요 본선 | 서일본 여객철도 산요 본선 |
| ---------------------------- | ------------------------- | ------------------------- |
| 니시아카시 쓰루가 방면       | ■ JR 고베 선 신쾌속       | 히메지 반슈아코 방면      |
| 히가시카코가와 마이바라 방면 | ■ JR 고베 선 보통         | 호덴 히메지 방면          |
| 서일본 여객철도 가코가와 선  |                           |                           |
| 시·종착역                    | ■ 가코가와 선             | 히오카 다니가와 방면      |